# Grand Stan
Grand Stan est un album de jazz West Coast du batteur Stan Levey paru en 1957 chez Bethlehem Records. 

## Enregistrement
L'album bénéficie d'arrangements de Marty Paich, Bill Holman et Bob Cooper qui contribue aussi pour deux titres originaux. Deux autres titres sont composés par le pianiste Sonny Clark.

### Musiciens
La session d'enregistrement est interprétée par un sextet composé de:
- Conte Candoli (tp), Richie Kamuca (ts), Frank Rosolino (tb), Sonny Clark (p), Leroy Vinnegar (b), Stan Levey (d).

### Dates et lieux
- Hollywood, Los Angeles, Californie, novembre 1956.

## Titres
| N°     | Titre             | Compositeur                       | Durée |
| ------ | ----------------- | --------------------------------- | ----- |
| Face 1 |                   |                                   |       |
| 1.     | Yesterdays        | Otto Harbach, Jerome Kern         | 5:19  |
| 2.     | Angel Cake        | Sonny Clark                       | 5:41  |
| 3.     | Why Do I Love You | Oscar Hammerstein II, Jerome Kern | 3:29  |
| 4.     | Grand Stan        | Bob Cooper                        | 7:14  |
|        |                   |                                   |       |
| Face 2 |                   |                                   |       |
| 5.     | Hit That Thing    | Bill Holman                       | 5:12  |
| 6.     | Blues at Sunrise  | Sonny Clark                       | 6:21  |
| 7.     | A Gal In Calico   | Arthur Schwartz, Leo Robin        | 6:15  |
| 8.     | Tiny's Tune       | Bob Cooper                        | 6:04  |

## Discographie
- 1957, Bethlehem Records - BCP-71 (LP)

## Référence
- joseph P. Muranyi, Liner notes de l'album Bethlehem Records, 1957.